# 茂木三枝
茂木三枝（もてぎ みえ、1970年7月11日－）は群馬県内初の女性中小企業診断士。群馬県生まれ。
県立太田女子高校、高崎経済大学経済学部経営学科卒業。1996年、25歳のときに経営コンサルタントの国家資格である「中小企業診断士」を取得し、県内初女性中小企業診断士になる。㈲コンサルティングオフィス・ウィルを創業し、その代表取締役。群馬・埼玉・栃木の中小企業支援・診断、経営革新支援、講演・セミナー等を活発にこなす傍ら、現在、共愛学園前橋国際大学の非常勤講師をも務めている。